# Història de Gàmbia
A Gàmbia es troben els cercles de pedres de Wassu, que tenen entre mil i mil cinc-cents anys d'antiguitat.
La regió del Gàmbia va ser visitada pels portuguesos i alguns s'hi varen establir buscant unes mines d'or que suposaven existien allí.
El 1588 Anglaterra, a petició dels portuguesos residents a la zona del riu Gàmbia va concedir l'explotació de la regió i del Senegal a una companyia de comerciants de Devon i Londres, però no varen arribar a fundar cap establiment. El 1618 es va fer una altra concessió a una companyia londinenca sense resultats, car la companyia s'interessava per establir relacions amb Timbuctú, on suposaven hi havia or, però el primer enviat de la companyia, Thompson, fou assassinat pels natius.
El 1651 alemanys de Curlàndia varen establir un fort anomenat Sant Andreu a l'illa de Sant Andreu, i tot seguit un altre a l'illa de Santa Maria (Banjul), anomenat Fort Baiona, i un mes a l'altre costat del riu, el Fort Jullifree (Juffureh), a part d'alguns punts comercials; el 1659 els curlandesos van establir acords comercials amb la Companyia Holandesa de les Índies Occidentals, que en van exercir la possessió efectiva per alguns mesos (1660) quan Vermuyden assegurava que hi havia or. El març de 1661 els anglesos van comprar i ocupar la possessió curlandesa a l'illa Sant Andreu, que fou reanomenada Illa James (i el fort reanomenat Fort James), quedant sota administració de la Royal Adventurers in Africa Company. El 1664 les possessions curlandeses van ser formalment cedides a Anglaterra. El 1669 el territori fou llogat a la companyia d'aventurers.
El 1689 els francesos es van establir a la zona i van fundar Fort Albreda. El tràfic principal eren els esclaus. Els francesos van restar-hi fins vers el 1699, però pràcticament sense activitat. També els anglesos van estar pràcticament absents del 1709 al 1713. El 1750 els anglesos van fer un nou arrendament a un companyia comercial: Company of Merchants Trading in Africa, establerta a Fort St. James

Pavelló dels Establiments Britànics del Africa Occidental (British West Africa Settlements)

Pavelló del governador dels Establiments Britànics del Africa Occidental (British West Africa Settlements)

El 1765 els establiments anglesos a Gàmbia foren ajuntats amb els de Senegal i varen formar els Establiments de Senegàmbia (colònia establerta l'abril de 1766). El 1773 la Companyia Royal Africa va enviar al capità Stibbs a la recerca del suposat or, el qual va arribar fins a les cascades de Ranaconda sense trobar res.
L'11 de febrer de 1779 la colònia fou ocupada pels francesos i unida a la colònia francesa del Senegal fins al setembre de 1783 que, pel tractat de Versalles, va ser retornada a Gran Bretanya (excepte Albreda) però de fet no fou ocupada. El 1815 la corona britànica va afermar el domini sobre St. James. El 23 d'agost de 1816 es va fundar Bathurst (Banjul) que va donar nom a la colònia i el 17 d'octubre de 1821 la colònia fou posada sota dependència de Sierra Leone (Bathurst Settlement and Dependencies, nom establert el 1829). L'11 d'abril de 1843 fou creada la colònia de Gàmbia que el 1857 es va incrementar amb la regió de Fort Albreda, cedida pels francesos. La depressió econòmica per la supressió del comerç d'esclaus va imposar que el 19 de febrer de 1866 la colònia fou de nou incorporada al govern dels British West African Settlements, amb seu a Sierra Leone, fins al 24 de novembre de 1888 en què fou restablerta com a colònia separada.

Pavelló de la colònia i protectorat de Gàmbia del 1888 al 1965

Pavelló del governador de la colònia i protectorat de Gàmbia del 1888 al 1965

El 1894 el protectorat fou establert sobre l'interior del país i l'11 de gener de 1901 es va configurar la colònia i protectorat de Gàmbia.
Als anys seixanta van començar els desitjos d'independència. El 1960 el Partit Progressista Popular de David Jawara (després Sir Dawda Jawara) va optar per la independència. El 1961 es va instal·lar un govern autònom encomanat a Pierre Sarr N'Jie, cap del Partit Unit, autonomista, amb el suport dels membres de designació del governador britànic (aquest partir, fundat el 1951, només existia abans de 1961 a la capital). El 1962 Jawara va guanyar les eleccions i va esdevenir primer ministre. El 18 de febrer de 1965 es va proclamar la independència. Del 18 al 26 de novembre de 1966 es va celebrar un referèndum per establir la república, opció que fou rebutjada per 61.568 vots contra 31.921. El 24 d'abril de 1970 la república fou finalment proclamada, després d'un segon referèndum (del 20 al 24 d'abril de 1970, obtenint els dos terços necessaris, ratificant així la decisió del parlament de desembre de 1969). La bandera nacional adoptada al dia de la independència va ser dissenyada per L. Tomasi i simbolitza: el vermell la terra, el blau el riu i el verd la vegetació; la franja blava està separada del vermell i verd per dos línies blanques seguint les normes heràldiques, i que simbolitzen al país partit pel riu.

Pavelló del governador general de l'estat de Gàmbia del 1965 al 1970

Estendard del president de la República del Gàmbia i després bandera de vehicle dels ambaixadors de la República del Gàmbia

Estendard del president de la República del Gàmbia

Vers el 1980 un líder polític, Kukli Samba Sanyang, havia reunit molts adeptes, entre ells alguns militars i policies, i el país volia canvis després d'anys d'administració de Jawara. Un cop d'estat en el qual quasi tota la Field Force (la força policial del país que llavors no tenia exèrcit) va prendre part activa, va donar el poder a Sanyang, que va haver de buscar quadres en l'únic partit marxista existent, el Partit Socialista Revolucionari. El mateix dia del cop, el 30 de juliol de 1981 el PSR va arribar a un compromís amb els militars i el grup de Sanyang i va establir un govern popular amb ampli suport de totes les classes socials menys els més afavorits. Ràpidament el veí Senegal va envair el país i amb pocs dies el va ocupar (primers d'agost) restablint a l'odiat Jawara. El 17 de desembre de 1981 es va establir la Confederació de Senegàmbia, quedant el país sota tutela de Senegal, però l'invent no va reeixir i la confederació es va desfer el 1989 a instàncies de Senegal, després d'un complot avortat a Gàmbia on l'oposició no feia mes que créixer. El 22 de juliol de 1994 el tinent Yahya Jammeh va donar un cop d'estat que no va trobar oposició, però que no va canviar l'orientació política i social del país. El dictador es va anomenar president del "Armed Forces Provisional Ruling Council", fins que el 28 de setembre de 1996 va passar a ser president provisional, i president elegit el 18 d'octubre de 1996. Tot i tenir relacions amb Taiwan o Cuba entre d'altres, Jammeh és un dictador temut pel poble, que utilitza l'exèrcit com a força armada al seu servei; tanmateix la bandera del partit és del mateix color verd que la bandera de l'exèrcit.

## Llista de governants
Comandants
- 1651 - 1654 Heinrich Fock
- 1654 - 1659 Otto Stiel (primera vegada)
- 1659 - 1660 Sense comandant holandès designat
- 1660 - 19 març 1661 Otto Stiel (segona vegada)

Agents
- 19 març 1661 - 1661 Francis Kerby
- 1661 - 1662 Morgan Facey
- 1662 - 26 gener 1664 Stephen Ustick
- 26 gener 1664 - 1666 John Ladd
- 1666 - 1672 No es coneix
- 1672 - 1674 Rice Wright
- 1674 - 1677 No ex coneix
- 1677 - 1680 Thomas Thurloe
- 1680 - 1681 Thomas Forde
- 1681 - 1684 John Kastell
- 1684 - 1688 Alexander Cleeve
- 1688 - 8 juny 1693 John Booker
- 8 juny 1693 - 1695 William Heath
- 1695 - 27 juliol 1695 John Hanbury
- 27 juliol 1695 - abril 1699 Domini francès nominal, sense presència
- Abril 1699 - 1700 Thomas Corker
- 1700 Paul Pindar
- 1700 - 1701 Thomas Gresham
- 1701 – novembre 1702 Henry Bradshaw
- Nov. 1702 - 7 des. 1703 Humphrey Chishull
- 7 des. 1703 - 4 set. 1704 Thomas Weaver
- 4 set. 1704 - 22 juny 1706 John Chidley
- 22 juny 1706 - agost 1706 Joseph Dankins (interí)
- Agost 1706 - 2 des 1706 John Tozer
- 2 des. 1706 - 20 maig 1709 John Snow
- 20 maig 1709 - 13 nov 1713 Abandonada
- 13 nov 1713 - des 1714 William Cooke
- Des 1714 - 9 oct 1717 David Francis
- 9 oct 1717 - 4 feb 1721 Charles Orfeur

Governadors
- 4 feb 1721 - 6 oct 1721 Thomas Whitney
- 6 oct 1721 - 13 abril 1723 Henry Glynne
- 13 abr 1723 - 28 oct 1723 Joseph Willey
- 28 oct 1713 - 2 nov 1725 Robert Plunkett
- 2 nov 1725 - 1728 Anthony Rogers
- 1728 Richard Hull (primera vegada)
- 1728 - 1729 Charles Cornewall
- 1729 - 29 nov 1729 Daniel Pepper (interí)
- 29 nov 1729 - 7 feb 1733 Anthony Rogers
- 7 feb 1733 - 16 gener 1737 Richard Hull (segona vegada)
- 16 gener 1737 - 1745 Charles Orfeur
- 1745 - 13 juny 1750 John Gootheridge
- 13 juny 1750 - 1752 James Alison (interí)
- 1752 - 1754 James Skinner
- 1754 - 1755 Robert Lawrie
- 1755 - 1758 Tobias Lisle
- 1758 - 25 maig 1765 Joseph Debat
- 25 maig 1765 - 11 feb 1779 part de la colònia de British Senegambia

Governadors de British Senegambia
- 25 maig 1765 - nov 1775 Charles O'Hara
- 25 maig 1765 - abr 1766 Joseph Debat (Superintendent de comerç de Gàmbia)
- Nov 1775 - 8 abr 1777 Matthias MacNamara
- 8 abr 1777 - 18 Agost 1778 John Clarke
- 18 agost 1778 - 11 feb 1779 William Lacy (no va arribar a prendre possessió)
- 18 agost 1778 - 11 feb 1779 George Fall (interí)
- 11 feb 1779 - 3 set 1783 part de la colònia francesa del Senegal

Governadors del Senegal
- 11 feb 1779 - març 1779 Armand Louis de Gontaut, duc de Lauzun
- Març 1779 - 7 Març 1781 Jacques Joseph Eyries
- 7 març 1781 - jul 1782 J.B. Bertrand (interí)
- Juliol 1782 – 3 set 1783 Anne Gaston Dumontet

Commandants
- 3 sep 1783 - 1815 Cap oficial nomenat
- 1815 - 1 agost 1826 Alexander Grant
- 1 agost 1826 - 12 des 1829 Alexander Findlay

Tinents governador de la colònia, dependents de Sierra Leone (WAS)
- 12 des 1829 - 23 feb 1830 Alexander Findlay
- 23 feb 1830 - 22 set 1837 George Rendall
- 22 set 1837 - oct 1838 Thomas Lewis Ingram (primera vegada,interí)
- Oct 1838 - Maig 1839 William Mackie
- Maig 1839 - gener 1840 Thomas Lewis Ingram (segona vegada,interí)
- Gener 1840 - oct 1841 Sir Henry Vere Huntley
- Oct 1841 - 11 Abr 1843 Thomas Lewis Ingram (tercera vegada,interí)

Governadors
- 11 Abril 1843 - oct 1843 Henry Froude Seagram
- Oct 1843 - 1844 Edmund Norcott
- 1844 - 1847 Charles Fitzgerald
- 1847 - 1851 Sir Richard Graves MacDonnell
- 1851 -1852 Sir Arthur Edward Kennedy
- 1852 – set 1859 Luke Smythe O'Connor
- Set 1859 - 19 feb 1866 George Abbas Kooli D'Arcy

Administradors dependents del governador de Sierra Leone
- 19 feb 1866 - 1869 Charles George Edward Patey
- 1869 - 1871 Alexander Bravo
- 1871 - 1873 Jeremiah Thomas Fitzgerlad Callaghan
- 1873 - 1875 Cornelius Hendricksen Kortright
- 1875 - 1877 Sir Samuel Rowe
- 1877 - 1884 Valerius Skipton Gouldsbury
- 1884 - 1886 Sir Cornelius Alfred Moloney
- 1886 - 1888 Sir James Shaw Hay

Administradors de Gàmbia
- 1888 - 1891 Sir Gilbert Thomas Carter (interí)
- 1891 - 1900 Sir Robert Baxter Llewelyn
- 1900 - 11 gener 1901 Sir George Chardin Denton

Governadors
- 11 gener 1901 - 21 desembre 1911 Sir George Chardin Denton
- 21 desembre 1911 - 11 Abril 1914 Henry Lionel Galway
- 11 Abril 1914 - 1920 Edward John Cameron (Sir el 1916)
- 1920 Herbert Henniker (interí)
- 3 gener 1921 - 10 març 1927 Sir Cecil Hamilton Armitage
- 10 març 1927 - 29 novembre 1928 Sir John Middleton
- 29 nov 1928 - 11 setembre 1930 Sir Edward Brandis Denham
- 11 set 1930 - 12 abril 1934 Sir Herbert Richmond Palmer
- 12 abr 1934 - 22 oct 1936 Sir Arthur Frederick Richards
- 22 oct 1936 - 23 març 1942 Sir Wilfred Thomas Southorn
- 23 març 1942 - 29 març 1947 Hilary Rudolph Robert Blood (Sir el 1944)
- 29 març 1947 - des. 1949 Andrew Barkworth Wright (Sir el 1948)
- Des. 1949 - 19 juny 1958 Percy Wyn-Harris (Sir el 1952)
- 19 juny 1958 - 29 març 1962 Sir Edward Henry Windley
- 29 març 1962 - 18 febrer 1965 Sir John Warburton Paul

Governadors-generals representants de la Reina
- 18 feb 1965 - 9 feb 1966 Sir John Warburton Paul
- 9 feb 1966 - 24 abril 1970 Sir Farimang Mamadi Singateh

Primers ministres (1961-62 Cap dels Ministres)
- Març 1961 - 12 juny 1962 Pierre Sarr N'Jie
- 12 juny 1962 - 24 abril 1970 David Kairaba Jawara (el 1965 va canviar Dvid per Dawda i el 1966 fou nomenat Sir)

Presidents
- 24 abr 1970 - 30 juliol 1981 Sir Dawda Kairaba Jawara
- 30 juliol 1981 - 5 Agost 1981 Kukli Samba Sanyang (President del Consell Nacional Revolucionari)
- 30 juliol 1981-22 juliol 1994 Sir Dawda Kairaba Jawara(restablert per l'exèrcit senegalès)
- 22 juliol 1994 - Yahya Abdul-Azziz Jammeh (President del Consell de govern Provisional de les Forces Armades fins al 1996, president constitucional des del 1996)